# 广东洪兵起义
广东洪兵起义，是由广东天地会发动的一次反清起義。

## 三合會大盛
天地會及後來的三合會，在乾隆末年以後開始在福建、兩廣流行。一路禁之不絕。去到道光年間，已是無人不知。鴉片戰爭及太平天國更令到廣東三江民心浮動、特別在廣州、佛山、香山及肇慶的相連的地區，鄉勇及團練興起，間接令三合會大盛。

## 三會聯合
1854年（咸豐四年）夏，三個廣東的三合會秘密會社开始计划起义，在广府地区發動反清国起義，欲攻佔廣州城。
包括三個洪門社團四十幾個縣的人士參加，高達百萬人，並一度圍攻廣州城。因為他們自稱「洪門敢死之兵」，是為洪敢、洪兵。這三個社團的首領包括有佛山的陳開，紅船子弟李文茂及肇慶的梁培友。
以佛山爲基地的广东洪门军李文茂圍攻廣州半年，久攻不下，為葉名琛部下衛佐邦、沈隸輝及團勇謝效莊等所敗。清軍反攻，佛山失守，李文茂部陣亡者數萬人，也有約20萬廣府平民被清军屠殺在佛山。
洪兵之中，土人（廣府人）為多。官府利用「土人」和客家人長期以來的矛盾，招募大量客家民團鎮壓洪兵。揭起「土人」、「客家」人之間，自1855年起，延續十餘年互相仇殺的土客冲突。

## 大成國
7月5日（農曆六月十一日），陳開首先佛山石灣起義，攻佔佛山鎮，聚眾十萬。粵劇武師李文茂在廣州北郊響應。1855年初，廣州久攻不下之後，陳開、李文茂率領部隊沿廣東西江而上，到肇慶會合叛逆西江水勇首領梁培友，於7月27日攻陷廣西潯州（今桂平），建立大成國，以洪德為年號，改潯州為秀京，陳稱鎮南王，李文茂稱平靖王，梁培友稱平南王，在當地發展反清事業，堅持至1861年失敗。

### 梁培友（？~1875）
新會鶴山古劳上升头度桥人。早年加入三合会，为西江水上首领(之前有羅大綱)。1855年3月与陈开、李文茂所率之洪兵于肇庆会师。

## 参閲
- 詠春拳
- 洪門
- 李文茂